# 惠山区
惠山区是中国江苏省无锡市的市辖区，位于无锡市西北部，区人民政府驻堰桥街道，是无锡重要的工业区。区内有吴文化公园等人文景观。区域总面积为325.12平方公里。
2000年12月，撤销县级锡山市，设立无锡市锡山区和惠山区。惠山区辖原县级锡山市的洛社、玉祁、前洲、西漳、堰桥、长安、石塘湾、钱桥、藕塘、杨市、阳山、陆区12个镇。区人民政府驻洛社镇。

## 行政区划
惠山区下辖5个街道办事处、2个镇：
堰桥街道、长安街道、钱桥街道、前洲街道、玉祁街道、洛社镇、阳山镇和无锡惠山经济开发区。

## 人口
根據第七次全国人口普查結果，截至2020年11月1日零時，惠山區常住人口為893675人，佔全市常住人口的比重為11.98%。

## 交通

### 干线道路
- 京沪高速
- 沪蓉高速
- 沪宜高速
- 342省道

### 铁路
- 京沪铁路
- 沪宁高速公路

### 航运
京杭大运河

### 地铁
- █ 无锡地铁1号线
- █ 无锡地铁3号线
- █ 无锡地铁4号线